# Johan Henrik Thomander
Johan Henrik Thomander (født 16. juni 1798, død 9. juli 1865) var en svensk biskop.
Thomander blev 1821 præst i Karlshamn og gjorde sig snart bemærket som oversætter af fremmed skønlitteratur, blandt andet Shakespeare. 1827 blev han docent ved Præsteseminariet i Lund, og 1831 skulde han have været teologisk professor, men blev forbigået, hvilket vakte megen opsigt. 2 år efter blev han dog professor, og 1836 udnævnte Københavns Universitet ham til doktor i teologien. 1850 blev Thomander domprovst i Göteborg og 1856 biskop i Lund.
Thomander var en imponerende personlighed og en fremragende taler. En prædikensamling af ham er oversat på dansk (1855—57). Han kæmpede ivrig for forandring af kirkeforfatningen og var ligeledes talsmand for afholdssagen. Thomander var en begejstret tilhænger af det skandinaviske samarbejde og Danmarks fuldtro ven. Han deltog med iver i de skandinaviske kirkemøder i København 1857 og i Lund 1860. En samling af hans vigtigste skrifter udgavs 1878-79.